# Савицкая, Анна Владимировна
А́нна Влади́мировна Сави́цкая (18 июля 1954, Ленинград, РСФСР — 31 декабря 2021, Санкт-Петербург, Россия) — российский филолог-скандинавист, преподаватель кафедры скандинавской и нидерландской филологии Санкт-Петербургского государственного университета (1984—2021). Доцент, кандидат филологических наук. Автор статей по шведскому словообразованию, истории шведского языка, теории и практике перевода, лексике современного шведского языка и культуре Швеции. Переводчик художественной литературы, создатель и руководитель петербургского переводческого семинара. Лауреат премии Шведской академии.

## Биография
Родилась 18 июля 1954 года в Ленинграде.
С детства проявляла интерес к скандинавским языкам и литературе, о которых впервые узнала от мамы — филолога-скандинависта, профессора Ирины Петровны Куприяновой.
В 1971 году поступила на отделение шведского языка и литературы филологического факультета Ленинградского государственного университета. По окончании обучения в 1976 году поступила в аспирантуру и в 1984 году защитила кандидатскую диссертацию по теме «Анализ динамики падежной системы шведского языка (на материале истории родительного падежа)», написанную под руководством профессора С. С. Масловой-Лашанской.
Во время обучения в аспирантуре (1976—1984) работала гидом-переводчиком в «Интуристе».
С 1984 по 2021 год преподавала на кафедре скандинавской филологии: разработала и читала курсы лекций по истории и лексикологии шведского языка, теории перевода, а также спецкурсы по готскому, древнеисландскому и древнешведскому языкам, вела практические занятия по шведскому языку для студентов всех курсов. За долгие годы работы на шведском отделении Анна Владимировна создала свою школу, подготовила и выпустила огромное количество студентов-специалистов.

### Переводческая деятельность
Анна Владимировна Савицкая была устным переводчиком высокой квалификации, в частности являлась переводчиком Её Величества шведской королевы Сильвии, а также кронпринцессы Виктории во время их визитов в Санкт-Петербург.
В художественном переводе Анны Владимировны на русском языке были изданы книги всемирно известных шведских авторов, в числе которых нобелевский лауреат Сельма Лагерлёф, а также Пер Улов Энквист, Карина Бурман, Хокан Нессер, Эрик Аксл Сунд, Мари Хермансон, Камилла Лэкберг и другие. Известность как переводчику ей принесла культовая серия Стига Ларссона — «Миллениум» (в переводе Анны Савицкой вышли две части трилогии — «Девушка с татуировкой дракона» и «Девушка, которая взрывала воздушные замки»).

### Переводческий семинар
Более десяти лет Анна Владимировна возглавляла семинар художественного перевода, организованный ей при поддержке Шведского института, Совета по культуре Швеции и Генерального консульства Швеции в Санкт-Петербурге. За время её руководства коллектив семинара выпустил сборники переводов «Вдоль и поперёк» (2011), «Бутерброд с вареньем» (2016).
Кроме того, выпуск российского литературного журнала «Звезда» (№ 2/2019), посвященный произведениям современных шведских авторов, полностью состоит из переводов, выполненных участниками семинара.
В 2022 году в переводе участников семинара вышла книга шведской писательницы Ульрики Кнутсон «Женщины на грани большого прорыва» (Kvinnor på gränsen till genombrott).

## Награды и премии
В 2017 году вклад, внесенный Анной Владимировной Савицкой в отечественную шведистику, отметила Шведская академия, присудив ей награду за продвижение шведской культуры за рубежом. Ежегодно этой премии удостаиваются только две персоны или организации, содействующие развитию шведской культуры в мире.

## Семья
Мама — Ирина Петровна Куприянова, доктор филологических наук, профессор кафедры истории зарубежных литератур СПбГУ.
Дедушка — Петр Андреевич Куприянов, советский хирург, академик АМН СССР, генерал-лейтенант медицинской службы. Лауреат Ленинской премии, Герой Социалистического Труда.

### Избранная научная библиография[9]
- Савицкая А. В. Повторные переводы шведской классики: необходимость или излишество? (на примере произведений С.Лагерлёф и А.Линдгрен) // Скандинавская филология. — 2018.— Т. 16, № 2. — С. 356—368.
- Савицкая А. В. SAOL 14 — новый этап в эволюции нормативного словаря шведской академии // Скандинавская филология. — 2016.— Т. 14, № 1. — С. 71-80.
- Савицкая А. В. К столетию со дня рождения С. С. Масловой-Лашанской (1916—1990) // Скандинавская филология. — 2014.— Т. 14, № 2. — С. 310—318.
- Савицкая А. В. Аффиксация или основосложение? // Скандинавская филология. — 2006.— № 8. — С. 75-84.
- Савицкая А. В. Сарра Семеновна Маслова-Лашанская (1916—1990) // Скандинавская филология. — 2006.— № 8. — С. 3-6.
- Савицкая А. В. Словообразовательная активность суффикса -are в современном шведском языке // Скандинавская филология. — 2004.— № 7. — С. 120—128.
- Савицкая А. В. Модная лексика современного шведского языка // Скандинавская филология: Сборник статей к 100-летию со дня рождения М. И. Стеблин-Каменского. — 2003. — С. 64-70.
- Савицкая А. В. К вопросу о продуктивных моделях глагольного шведского словообразования // Скандинавская филология. — 1999.— № 6. — С. 64-70.
- Савицкая А. В. Словосложение в вестьетском праве // Скандинавская филология. — 1991.— № 5. — С. 35-42.
- Савицкая А. В. Проблемы семантического анализа родительного падежа в современном шведском языке // Скандинавская филология. — 1985.— № 4. — С. 128—136.

### Переводы
Романы
- Сельма Лагерлёф. Собрание сочинений. Т.4. Император Португальский. — Л.: Художественная литература, 1993. — стр. 5 — 169.
- Пер Улов Энквист. Визит лейб-медика. — СПб.: Изд-во Ивана Лимбаха, 2004. — 416 с.
- Пер Улов Энквист. Книга о Бланш и Мари. — СПб.: Изд-во Ивана Лимбаха, 2006. — 280 с.
- Стиг Ларссон. Девушка с татуировкой дракона. — М.: Эксмо, 2009. — 624 с.
- Стиг Ларссон. Девушка, которая взрывала воздушные замки. — М.: Эксмо, 2010. — 784 с.
- Давид Лагеркранц. Девушка, которая застряла в паутине. — М.: Эксмо, 2015. — 480 с.
- Камилла Лэкберг. Запах соли, крики птиц. — М.: Эксмо, 2011. — 416 с.
- Камилла Лэкберг. Проповедник. — М.: Эксмо, 2021. — 416 с.
- Ханс Русенфельдт, Микаэль Юрт. Немая девочка. — М.: АСТ, 2020. — 480 с.
- Ханс Русенфельдт, Микаэль Юрт. Провал. — М.: АСТ, 2020. — 512 с.
- Ханс Русенфельдт, Микаэль Юрт. Могила в горах. — М.: АСТ, 2019. — 512 с.
- Ханс Русенфельдт, Микаэль Юрт. Ученик. — М.: АСТ, 2017. — 576 с.
- Ханс Русенфельдт, Микаэль Юрт. Тёмные тайны. — М.: Corpus, 2013. — 608 с.
- Агнета Плейель Двойной портрет. — М.: Городец, 2021. — 176 с.
- Терез Буман. Другая. — М.: Городец, 2021. — 224 с.
- Мариэтт Линдстин. Секта с Туманного острова. — М.: Эксмо, 2019. — 448 с.
- Данни Ваттин. Сокровище господина Исаковица. — М.: Corpus, 2015. — 288 с.
- Йеркер Эрикссон, Хокан Аксландер Сундквист. Девочка-ворона. — М.: Corpus, 2014. — 512 с.
- Хокан Нессер. Карамболь. — М.: РИПОЛ классик, 2012. — 336 с.
- Фредрик Шёберг. Ловушка Малеза, или О счастье жить в плену необычной страсти, мухах и причудах судьбы. — М.: Corpus, 2012. — 320 с.
- Мари Хермансон. Тайны Ракушечного пляжа. — М.: Флюид, 2007. — 304 с.
- Карина Бурман. Десятая муза. — СПб.: Европейский Дом, 2000. — 296 с. (совместный перевод с Марией Магнуссон)

Новеллы
- Сельма Лагерлёф. Собрание сочинений. Т.1. Сказка о сказке. — Л.: Художественная литература, 1991. — С. 456—468.
- Сельма Лагерлёф. Собрание сочинений. Т.1. Лесная королева. — Л.: Художественная литература, 1991. — С. 552—555.
- Сельма Лагерлёф. Собрание сочинений. Т.1. Сигрид Стуррода. — Л.: Художественная литература, 1991. — С. 555—565.
- Сельма Лагерлёф. Собрание сочинений. Т.1. На земле великой Кунгахэллы. — Л.: Художественная литература, 1991. — С. 565—575.

Энциклопедии и справочники
- Ингела Корсел. Скандинавский бестиарий. — М.: АСТ, 2021. — 120 с.
- Юхан Эгеркранс. Нежить. — М.: АСТ, 2018. — 128 с.
- Юхан Эгеркранс. Волшебные существа Севера. — М.: АСТ, 2018. — 128 с.
- Юхан Эгеркранс. Северные боги. — М.: АСТ, 2018. — 160 с.